# نیومن، استرالیای غربی
نیومن (به انگلیسی: Newman) یک شهرک در استرالیا است که در استرالیای غربی واقع شده‌است.